# Traffic (band)

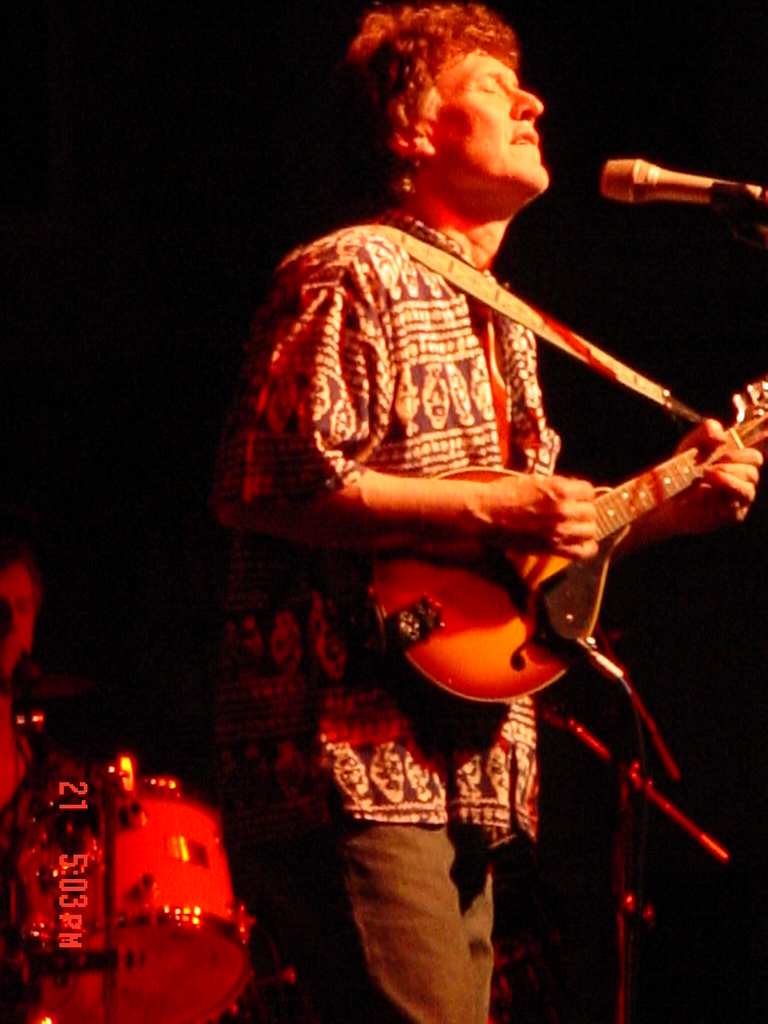
Steve Winwood

Traffic was een Engelse rockband uit Birmingham, gevormd in 1967 en met Steve Winwood als frontman, nadat deze The Spencer Davis Group had verlaten.
Nadat Steve Winwood (zanger, toetsenist en gitarist) op achttienjarige leeftijd de Spencer Davis Group had verlaten, richtte hij met drummer/zanger Jim Capaldi, zanger/gitarist/bassist Dave Mason en fluitist en saxofonist Chris Wood Traffic op. De vier leden betrokken een afgelegen hut in Berkshire, waar ze samen aan de liedjes werkten.
In 1967 kwam de eerste single uit, "Paper Sun", die onder andere in het Verenigd Koninkrijk en in Nederland een hit werd en het ook in de Verenigde Staten aardig deed. De tweede single, "Hole in My Shoe", werd evengoed een hit. Dit zorgde echter ook voor wrijving tussen Winwood en Mason, de twee tekstschrijvers. Winwood, die zijn nummers in samenwerking met anderen schreef, zag hoe het door enkel Mason geschreven "Hole in My Shoe" in de UK een grotere hit werd dan zijn "Paper Sun". De derde hit, "Here We Go Round the Mulberry Bush", volgde vrij snel dat jaar, en in december '67 kwam in het Verenigd Koninkrijk het eerste album uit, Mr. Fantasy. Vlak na het uitkomen van het album verliet Mason de groep.
Na het vertrek van Mason stond de band voor enkele problemen. Ze misten tijdens live-optredens hun bassist, waardoor Winwood ook de bass-pedalen moest bespelen terwijl hij zong en het keyboard speelde. Ook misten ze Masons kwaliteiten als tekstschrijver, waardoor ze moeite hadden nieuw materiaal te schrijven. In 1968 keerde Mason weer terug bij Traffic voor het tweede album, Traffic. Hij schreef meerdere nummers, waaronder de grote hit "Feelin' alright?" (die later nog meer bekendheid kreeg in de versie van Joe Cocker).
Eind 1968 ging de band op tournee door de Verenigde Staten om hun nieuwe album te promoten. Gedurende de tournee werd Mason opnieuw ontslagen en kondigde Winwood aan dat de band zou worden opgeheven. De platenmaatschappij bracht het album Last Exit uit, bestaande uit live-opnamen en B-kantjes. Winwood vormde Blind Faith met Eric Clapton en Ginger Baker. Rick Grech en Capaldi, Wood en Mason vormden samen met Mick Weaver, ook wel bekend als Wynder K. Frog, de band Wooden Frog. Wooden Frog bracht geen album uit, Blind Faith een. Na het uiteenvallen van Blind Faith begon Winwood te werken aan een soloalbum, maar Capaldi en Wood sloten zich al vrij snel bij hem aan, wat resulteerde in het Traffic-album John Barleycorn Must Die.
De lineup werd uitgebreid in 1971 met bassist Rick Grech, drummer Jim Gordon (ex-Derek and the Dominos) en percussionist Rebop Kwaku Baah. In september werd in deze bezetting, aangevuld met Mason, het live-album Welcome to the Canteen uitgebracht, gevolgd door het studioalbum The Low Spark of High Heeled Boys. Opvallend genoeg werd het laatste album wel een grote hit in de Verenigde Staten, maar haalde het in Groot-Brittannië de hitlijsten niet.
Van '71 tot '72 kwamen er problemen, toen Winwood moest genezen van peritonitis, Capaldi een solocarrière begon en Grech en Gordon de band verlieten. Het volgende album, Shoot Out at the Fantasy Factory, werd opgenomen met drummer Roger Hawkins en bassist David Hood.
Capaldi kwam nog een keer bij de band, voor het album When the Eagle Flies uit 1974. Solo begon hij echter steeds succesvoller te worden, en ook Winwood ging succesvolle soloalbums maken, waardoor het na '74 stil werd rond Traffic. Pas in 1994 kwamen Capaldi en Winwood weer bij elkaar om een album uit te brengen, Far From Home genaamd. Chris Wood was toen al gestorven. Na 1994 gingen ze weer op tournee onder de naam Traffic. Met de dood van Capaldi in 2005 lijkt een einde gekomen aan de band.

## Discografie
- Mr. Fantasy (1967) met het bekende nummer Dear Mr. Fantasy
- Traffic (1968) met hitje Feelin' alright?, later gecoverd door Joe Cocker
- Last Exit (live) (1969)
- John Barleycorn Must Die (1970)
- Welcome to the Canteen (live) (1971)
- The Low Spark of High Heeled Boys (1971)
- Shoot Out at the Fantasy Factory (1973)
- Traffic: On the Road (live) (1973)
- When the Eagle Flies (1974)
- Far From Home (1994)

### NPO Radio 2 Top 2000
| Nummer met noteringen in de NPO Radio 2 Top 2000 | '99  | '00  | '01  | '02  | '03  | '04  |
| ------------------------------------------------ | ---- | ---- | ---- | ---- | ---- | ---- |
| Hole in My Shoe                                  | 1725 | 1087 | 1434 | 1446 | 1922 | 1628 |

1. ↑  Een vetgedrukt getal geeft de hoogste notering aan.
2. ↑  Deze tabel is bijgewerkt tot en met de laatste editie (2024).